# Тшебіня
Тшебі́ня (пол. Trzebinia) — місто в південній Польщі, на Краківсько-Ченстоховській височині.
Належить до Хшановського повіту Малопольського воєводства.

## Географія
Містом протікає річка Козиний Брід.

## Демографія
Демографічна структура станом на 31 березня 2011 року:
|          | Загалом | Допрацездатний вік | Працездатний вік | Постпрацездатний вік |
| -------- | ------- | ------------------ | ---------------- | -------------------- |
| Чоловіки | 9968    | 1759               | 7022             | 1187                 |
| Жінки    | 10424   | 1672               | 6244             | 2508                 |
| Разом    | 20392   | 3431               | 13266            | 3695                 |